# 耐震基準
耐震基準（たいしんきじゅん）とは、建築物や土木構造物を設計する際に、それらの構造物が最低限度の耐震能力を持っていることを保証し、建築を許可する基準である。
日本においては、建築物には建築基準法及び建築基準法施行令などの法令により定められた基準が、また、原子力発電所などの重要構造物や道路・橋梁などの土木構造物には、それぞれ独自の基準が設けられている。ここでは建築物の耐震基準について述べる。

## 用語
水平震度
地震時に構造物にかかる水平加速度の重力加速度に対する比（例：水平震度0.1=0.1g）。
気象庁が発表する揺れの大きさを表す震度と名称が似ているがまったく別の概念である。
保有水平耐力
「許容応力度等計算」という構造計算法においての二次設計に用いられる耐力。非常に大きな力を受けた場合、各部材は「弾性域」と呼ばれる復元可能な領域から「塑性域」と呼ばれる歪みを残留する領域に順次移行するが、それらが蓄積して、ある階を崩壊に至らしめるような水平力が存在する。これを以ってその階の保有水平耐力とする。どのような崩壊形を以って崩壊とするか、またその解析法についてはいくつか用意されており、同一の構造でも設計者の方針によって異なる数値となることがある。実務上では構造解析プログラムを用いて算定されるのが殆どである。

## 日本における耐震基準の変遷
- 1920年（大正9年）12月1日 - 市街地建築物法（大正8年法律第37号）施行

第12条において、「主務大臣ハ建築物ノ構造、設備又ハ敷地ニ関シ衛生上、保安上又ハ防空上必要ナル規定ヲ設クルコトヲ得」と規定される。
市街地建築物法施行規則（大正9年内務省令第37号）において、構造設計法として許容応力度設計法が採用され、自重と積載荷重による鉛直力にたいする構造強度を要求。
ただし、この時点で地震力に関する規定は設けられていない。
- 1923年（大正12年）9月1日 - 大正関東地震（関東大震災）発生
- 1924年（大正13年） - 市街地建築物法施行規則改正

許容応力度設計において、材料の安全率を3倍とし、地震力は水平震度0.1を要求。
- 1950年（昭和25年）11月23日 - 市街地建築物法廃止、建築基準法施行（旧耐震）

具体的な耐震基準は建築基準法施行令（昭和25年政令338号）に規定された。
許容応力度設計における地震力を水平震度0.2に引き上げた。
- 1968年（昭和43年）5月16日 - 十勝沖地震発生
- 1971年（昭和46年）6月17日 - 建築基準法施行令改正

十勝沖地震の被害を踏まえ、RC造の帯筋の基準を強化した。
- 1978年（昭和53年）6月12日 - 宮城県沖地震発生
- 1981年（昭和56年）6月1日 - 建築基準法施行令改正（新耐震）

一次設計、二次設計の概念が導入された。
- 1995年（平成7年）1月17日 - 兵庫県南部地震（阪神・淡路大震災）発生
- 2000年（平成12年）6月1日 - 建築基準法及び同施行令改正

性能規定の概念が導入され、構造計算法として従来の許容応力度等計算に加え、限界耐力計算法が認められる。

## 現行規定

### 建築基準法の規定
建築物の構造耐力は建築基準法第20条で以下のように規定されている。
- 建築物は、自重、積載荷重、積雪、風圧、土圧及び水圧並びに地震その他の震動及び衝撃に対して安全な構造のものとして、次に定める基準に適合するものでなければならない。

1. 建築物の安全上必要な構造方法に関して政令で定める技術的基準に適合すること。
2. 次に掲げる建築物にあつては、前号に定めるもののほか、政令で定める基準に従つた構造計算によつて確かめられる安全性を有すること。
イ 第6条第1項第2号又は第3号に掲げる建築物
ロ イに掲げるもののほか、高さが13メートル又は軒の高さが9メートルを超える建築物で、その主要構造部（床、屋根及び階段を除く。）を石造、れんが造、コンクリートブロック造、無筋コンクリート造その他これらに類する構造造としたもの

- 第6条第1項第1号に掲げる建築物=別表第1（い）欄に掲げる用途に供する特殊建物で、その用途に供する部分の床面積の合計が100平方メートルを超えるもの
- 第6条第1項第2号に掲げる建築物=木造の建築物で3以上の階数を有し、又は延べ面積が500平方メートル、高さが13メートル若しくは軒の高さが9メートルを超えるもの
- 第6条第1項第3号に掲げる建築物=木造以外の建築物で2以上の階数を有し、又は延べ面積が200平方メートルを超えるもの

建築基準法第20条第1項による構造に関する技術的基準は、構造種類（木造、組積造、補強コンクリートブロック造、鉄骨造、鉄筋コンクリート造、鉄骨鉄筋コンクリート造、無筋コンクリート造）ごとに建築基準法施行令第3章第1節〜第7節の2（第36条〜第80条の3）にて定められている。
建築基準法第20条第2項による構造計算法は建築基準法施行令第3章第8節（第81条〜第106条）にて定められている。
別表第1
|       | （い） | （ろ）                   | （は） | （に） |
|       | 用途 | （い）欄の用途に供する階 | （い）欄の用途に供する部分（（1）項の場合にあっては客席、（5）項の場合にあっては3階以上の部分に限る。）の床面積の合計 | （い）欄の用途に供する部分（（2）項及び（4）項の場合にあつては2階の部分に患者の収容施設がある場合に限る。）の床面積の合計 |
| ----- | --- | ------------------------ | --- | --- |
| （1） | 劇場、映画館、演劇場、観覧場、公会堂、集会場その他これらに類するもので政令で定めるもの                                                 | 3階以上の階              | 200平方メートル（屋外観覧席にあつては、1,000平方メートル）以上                                                        | |
| （2） | 病院、診療所（患者の収容施設があるものに限る。）、ホテル、旅館、下宿、共同住宅、寄宿舎その他これらに類するもので政令で定められるもの。 | 3階以上の階              | | 300平方メートル以上 |
| （3） | 学校、体育館その他これらに類するもので政令で定めるもの                                                                                 | 3階以上の階              | 2,000平方メートル以上                                                                                                 | |
| （4） | 百貨店、マーケット、展示場、キャバレー、カフェー、ナイトクラブ、バー、ダンスホール、遊技場その他これらに類するもので政令に定めるもの   | 3階以上の階              | 3,000平方メートル以上                                                                                                 | 500平方メートル以上 |
| （5） | 倉庫その他その他これらに類するもので政令に定めるもの                                                                                   |                          | 200平方メートル以上                                                                                                   | 1,500平方メートル以上 |
| （6） | 自動車車庫、自動車修理工場その他これらに類するもので政令に定めるもの                                                                   | 3階以上の階              | | 150平方メートル以上 |

### 構造計算法
現在、建築基準法施行令で認められている構造計算法は以下の4つである。
- 許容応力度等計算（施行令第82条-第82条の5） - 従来から用いられている方法。仕様規定とも呼ばれる。
- 限界耐力計算（施行令第82条の6） - 2000年の改正より新たに導入された方法。性能規定とも呼ばれる。
- エネルギー法 （施行令第81条ただし書き、平成17年国土交通省告示第631号） - 2004年より新たに導入された方法。
- 時刻歴応答解析（施行令第81条の2、平成12年建設省告示第1461号） - 高さ60mを超える超高層建築物では使用が義務づけられている。

#### 許容応力度等計算
材料レベルで（荷重による応力度）＜（許容応力度）を確認。中小地震で大きな損傷を生じさせないこと。
長所
弾性応力解析ができる。手計算で計算可能。
満足すべきクラテリア、手順が明確である。
短所
安全率の根拠、意味があやふや。
非線形構造物は評価できない（高層ビル、免震等）。
ルート1-1、1-2、2-1、2-2、2-3、3が存在する。ルート2-3はあまり採用されない。
- 一次設計では構造耐力上主要な部分の地震時の応力度が許容応力度を超えないことを確認する（施行令第82条の1）。
- 二次設計では地震による変形に関する計算および材料強度による耐力計算を行い、基準を満たすことを確認する（施行令第82条の2〜4）。

| 建築物の種類           | 建築物の種類           | 一次設計（許容応力度計算） | 一次設計（許容応力度計算） | 一次設計（許容応力度計算） | 一次設計（許容応力度計算） | 一次設計（許容応力度計算） | 二次設計（保有水平耐力計算）                      |                           |
| 建築物の種類           | 建築物の種類           | 応力度（第82条の1）        | 応力度（第82条の1）        | 層間変形角（第82条の2）    | 剛性率（第82条の3）        | 偏心率（第82条の3）        | 保有水平耐力（第82条の3）                         | 保有水平耐力（第82条の3） |
| 建築物の種類           | 建築物の種類           | 多雪区域                   | 一般の区域                 | 層間変形角（第82条の2）    | 剛性率（第82条の3）        | 偏心率（第82条の3）        | 保有水平耐力（第82条の3）                         | 保有水平耐力（第82条の3） |
| ---------------------- | ---------------------- | -------------------------- | -------------------------- | -------------------------- | -------------------------- | -------------------------- | ------------------------------------------------- | ------------------------- |
| 特定建築物以外の建築物 | 特定建築物以外の建築物 | G+P+0.35S+K                | G+P+K                      | 計算の必要なし             | 計算の必要なし             | 計算の必要なし             | 計算の必要なし                                    |                           |
| 特定建築物             | 高さ31m以下            | G+P+0.35S+K                | G+P+K                      | 200分の1以内               | 10分の6以上                | 100分の15未満              | 剛性率・偏心率が規定値外の場合下記を計算          |                           |
| 特定建築物             | 高さ31m以上            | G+P+0.35S+K                | G+P+K                      | 200分の1以内               |                            |                            | 材料強度によって決まる各階の保有水平耐力がQun以上 |                           |
- Gは固定荷重による力、Pは積載荷重による力、Sは積雪荷重による力、Kは地震力による力。
- 各部分の地震力による力Kは、以下の層せん断力Qiを各層に作用させて計算する（施行令第88条）。

Qi=∑Wi×Ci
∑Wiは各階が支える上部の総重量（固定荷重+積載荷重。多雪区域では積雪荷重も加える）
層せん断力係数Ci=Z×Rt×Ai×Co
- 標準せん断力係数Co

|                        | 一次設計（許容応力度計算） | 二次設計（保有水平耐力計算） |
| ---------------------- | -------------------------- | ---------------------------- |
| 第三種地盤の木造建築物 | 0.3                        | 1.0                          |
| 上記以外の建築物       | 0.2                        | 1.0                          |
- 高さ方向分布係数Ai

{\displaystyle A_{i}=1+\left({\frac {1}{\sqrt {\alpha _{i}}}}-\alpha _{i}\right){\frac {2T}{1+3T}}}
{\displaystyle \alpha _{i}}はその階が支える上部の総重量を建築物の地上部分の総重量で割ったもの
Tは建築物の一次固有周期
- 振動特性係数Rt

| T<Tc     | {\displaystyle R_{t}=1}                                          |
| Tc≦T<2Tc | {\displaystyle R_{t}=1-0.2\left({\frac {T}{T_{C}}}-1\right)^{2}} |
| 2Tc≦T    | {\displaystyle R_{t}={\frac {1.6T_{c}}{T}}}                      |
Tは建築物の一次固有周期、Tcは地盤種別により0.4（第1種地盤）、0.6（第2種地盤）、0.8（第3種地盤）
- 地震地域係数Z（昭和55年建設省告示第1793号第1）

| 地域 | 地震地域係数Z |
| --- | ------------- |
| 静岡 | 1.2           |
| 北海道（根室・釧路・十勝・日高支庁）、青森（三八・上十三地区）、岩手、宮城、福島（浜通り全域、中通りのうち福島市、二本松市、田村市、伊達郡、安達郡、東白川郡、石川郡、田村郡）、栃木、群馬、茨城、埼玉、東京、千葉、神奈川、山梨、長野、富山（富山・高岡・砺波地区）、石川（奥能登地区以外）、福井、岐阜、愛知、三重、滋賀、京都、大阪、兵庫、奈良、和歌山、鳥取（因幡地方）、徳島（美馬・三好以外）、香川（大川・木田）、鹿児島（奄美地方） | 1.0           |
| 北海道（石狩・空知・後志・渡島・檜山・胆振支庁、上川支庁のうち富良野市、空知郡、勇払郡、上川郡南部、網走支庁のうち紋別以外）、青森（東青・中弘南黒・西北五・下北地区）、秋田、山形、福島（会津全域、中通りのうち郡山市、白河市、須賀川市、岩瀬郡、西白河郡）、新潟、富山（新川地区）、石川（奥能登地区）、鳥取（伯耆地方）、島根、岡山、広島、徳島（美馬・三好）、香川（大川・木田以外）、愛媛、高知、熊本（熊本市、人吉市、菊池市、阿蘇市、合志市、下益城郡、菊池郡、阿蘇郡、上益城郡、八代郡、球磨郡）、大分（大分市、別府市、佐伯市、臼杵市、津久見市、竹田市、豊後大野市、由布市、玖珠郡）、宮崎 | 0.9           |
| 北海道（留萌・宗谷支庁、網走支庁のうち紋別市、紋別郡、上川支庁のうち旭川市、士別市、名寄市、上川郡北部、中川郡）、山口、福岡、佐賀、長崎、熊本（八代市、荒尾市、水俣市、玉名市、本渡市、山鹿市、牛深市、宇土市、上天草市、宇城市、玉名郡、鹿本郡、葦北郡、天草郡）、大分（中津市、日田市、豊後高田市、杵築市、宇佐市、東国東郡、速見郡）、鹿児島（奄美地方以外） | 0.8           |
| 沖縄 | 0.7           |
地震地域係数の根拠は1951年に河角廣が日本建築学会の機関誌に発表した『わが國における地震危險度の分布』と添付図である通称『川角マップ』による。
静岡県の地震地域係数は建設省告示では1.0であるが、静岡県建築構造設計指針による静岡県地震地域係数によって1.2と定められている。
- 一次設計の層間変形角は、地震力による構造耐力上主要な部分の変形によって特定建築物の部分に著しい損傷が生ずるおそれのない場合にあっては、120分の1以内でよい。
- 各階の必要保有水平耐力Qunは以下により計算する（施行令第82条の4）。

Qun=Ds×Fes×Qud
Dsは各階の構造特性係数（構造方法に応じた減衰性や靱性によって国土交通大臣が定める）
Fesは各階の形状特性係数（剛性率及び偏心率に応じて国土交通大臣が定める）
Qudは地震力によって各階に生じる水平力（上記QiにおいてCo=1.0としたもの）
- 同一建物においてもX軸、Y軸と異なる計算ルートを採用して良い。例えばX軸はルート1、Y軸はルート3で検討する等。ただし2−1、2−2、2−3の混用は望ましくない。
- ルート3における形状係数Fes割増は当該階のみとする。
- ルート3における構造特性係数Dsは階および検討方向別に異なる数値を用いてもよい。
- 同一建物において階によって構造種別が異なる場合、それぞれの構造種別に応じて異なる計算を行う。原則として同一ルートである。
- 同一階の中に異なる構造種別が異なる場合、実態に応じて適応してよい。
- ブレースの分担率に応じた応力割増は対象会すべての1次設計応力について行う。階によって割増率が異なる場合、その境界にある梁はそれぞれの階の割増率の平均値で割増してよい。

#### 限界耐力計算
構造物全体&部材レベルで（破壊確率）＜（許容破壊確率）を確認。建築物が存在期間中にきわめてまれに遭遇する可能性のある大規模な積雪や暴風雨を想定した設計方法である。許容応力度設計が小、中地震を想定しているのと比べ、大地震を想定している。
長所
確率的に構造物の性能比較が可能。
使用限界、修復限界、安全限界の設定ができる。
短所
荷重、部材強度の統計値が必要。
計算が複雑。
- 一次設計（損傷限界）では地震による加速度によつて建築物の地上部分の各階に作用する地震力及び各階に生ずる層間変位を次に定めるところによつて計算し、当該地震力が、損傷限界耐力（建築物の各階の構造耐力上主要な部分の断面に生ずる応力度が短期に生ずる力に対する許容応力度に達する場合の建築物の各階の水平力に対する耐力）を超えないことを確かめるとともに、層間変形角が200分の1（地震力による構造耐力上主要な部分の変形によつて建築物の部分に著しい損傷が生ずるおそれのない場合にあつては、120分の1）を超えないことを確認する（施行令第82条の6の3）。
- 二次設計（安全限界）では地震による加速度によつて建築物の各階に作用する地震力を次に定めるところによつて計算し、当該地震力が保有水平耐力を超えないことを確認する（施行令第82条の6の5）。
- 損傷限界時と安全限界時の地震力は、それぞれ許容応力度等計算における許容応力度と保有水平耐力と同じになるように対応づけられている[要出典]。

| 一次設計（損傷限界）    | 一次設計（損傷限界）     | 二次設計（安全限界）    | 二次設計（安全限界）        |
| 損傷限界固有周期Td（s） | 損傷限界耐力Pdi（kN）    | 安全限界固有周期Ts（s） | 保有水平耐力Psi（kN）       |
| ----------------------- | ------------------------ | ----------------------- | --------------------------- |
| Td<0.16                 | （0.64+6Td）×mi×Bdi×Z×Gs | Ts<0.16                 | （3.2+30Ts）×mi×Bsi×Fh×Z×Gs |
| 0.16≦Td<0.64            | 1.6mi×Bdi×Z×Gs           | 0.16≦Ts<0.64            | 8mi×Bsi×Fh×Z×Gs             |
| 0.64≦Td                 | 1.024mi×Bdi×Z×Gs/Td      | 0.64≦T                  | 5.12mi×Bsi×Fh×Z×Gs/Ts       |
miは各階の質量を重力加速度で割ったもの、BdiとBsiは各階に生じる加速度の分布を表す係数、Zは地震地域係数、Gsは表層地盤増幅率、Fhは安全限界固有周期における振動の減衰による加速度の低減率

#### エネルギー法
告示の「エネルギーの釣り合い基づく耐震計算等の構造計算」をしめす。

#### 時刻歴応答解析
- 建築基準法施行令第81条の2で以下のように規定されており、告示で定める性質を持つ地震波形を用いて動的に解析することが義務づけられている。

超高層建築物の構造計算は、建築物の構造方法、振動の性状等に応じて、荷重及び外力によつて建築物の各部分に生ずる力及び変形を連続的に把握することにより、建築物が構造耐力上安全であることを確かめることができるものとして国土交通大臣が定める基準に従つた構造計算によらなければならない。
- 告示では地震力の大きさとして、解放工学的基盤（S波速度400m/s以上の地盤）における加速度応答スペクトル（減衰定数5%）の大きさ（告示スペクトル）が指示されている。

| 周期T（s）  | 加速度応答スペクトル（m/s/s） | 加速度応答スペクトル（m/s/s）       |
| 周期T（s）  | 稀に発生する地震動（レベル1） | 極めて稀に発生する地震動（レベル2） |
| ----------- | ----------------------------- | ----------------------------------- |
| T<0.16      | （0.64+6T）Z                  | （3.2+30T）Z                        |
| 0.16≦T<0.64 | 1.6Z                          | 8Z                                  |
| 0.64≦T      | （1.024/T）Z                  | （5.12/T）Z                         |
ただし、Tは建築物の設計用一次固有周期（単位：s）、Zは地震地域係数である。
- 使用する地震波の継続時間は60秒以上とされている。
- 稀に発生する地震動によって建築物の構造耐力上主要な部分が損傷を受けないこと、極めて稀に発生する地震動によって建築物が倒壊、崩壊等しないことを確認する。

### 原子力発電所の耐震基準
原子力発電所の耐震基準は、「発電用原子炉施設に関する耐震設計審査指針」により規定されている。これは、1981年（昭和56年）に制定され、2006年（平成18年）に改定されたものである。多くの原子力発電所は1981年に制定された指針を元に設計されている。なお、指針制定前に作られた原発では、この指針とほぼ同じ方法が用いられているものの、動的解析に用いた波などが異なっている。以下では、原子力発電所に付属する建築物を中心に耐震設計の基準について述べる。
1981年の耐震設計審査指針
上述のように日本国内の多くの原子力発電所はこの指針に則った形で設計されている。以下、本文中ではこの指針を旧指針と表現する。
この中で、発電用原子炉施設をどのような場所に設置するかを以下のように述べている。
「発電用原子炉施設は想定されるいかなる地震力に対してもこれが大きな事故の誘因とならないよう十分な耐震性を有していなければならない。また、建物・構築物は原則として剛構造にするとともに、重要な建物・構築物は岩盤に支持させなければならない。」
このように、旧指針においては岩盤上に発電所本館を設置することが求められていた。
また、原子炉施設を重要度に応じて、地震により発生する可能性のある放射線による環境への影響の観点から、Aクラス、Bクラス、Cクラスの3段階（なお、Aクラスのうち最重要であるものはAsクラスに分類される）に分けられ、それぞれに応じて設計上の地震力が規定されている。
2006年の耐震設計審査指針
2006年9月19日に「発電用原子炉施設に関する耐震設計審査指針」として原子力安全委員会が決定したものである。以下現指針と表記する。
旧指針から約15年もの間旧指針が用いられてきた。しかし、その間にも地震学や地震工学において技術は格段に進歩したものの、それらの最新知見はほとんど反映されてこなかった。そこで、2006年に現指針が制定された。
旧指針では、前述の通り岩盤上に発電所本館等の重要施設を岩着することが求められていたが、現指針ではこれを「建物・構築物は、十分な支持性能を持つ地盤に支持されなければならない」に変更することとなった。
また、原子炉施設は重要度を4段階によるものから3段階のSクラス（旧指針におけるAsクラス、Aクラス）、Bクラス、Cクラスに変更した。

## 諸外国における耐震基準

### アメリカ
アメリカは構造設計基準IBC（International Building Code）で基本的な方針を規定。実際の設計に用いる詳細な荷重規定はASCE 7および AISC（鋼構造）、ACI（コンクリート構造）を参照する仕組みとなっている。
- ACI規準はBuilding Code Requirements for Structural Concrete and Commentary
- ASCE規準はMinimum Design Loads for Buildings And Other Structures

### カナダ
カナダはCSA（Canadian Standard Associations）を参照。実際の設計に用いる詳細な荷重規定は各々州の規定を参照する。
- CAN/CSA-S16-01：鋼構造建築物の設計（英語：Limit States Design of Steel Structure）
- CAN/CSA-A23.3-04：コンクリート造建築物の設計

### ヨーロッパ
ヨーロッパ統一規準であるEurocodeは以下の仕組みとなっている。なお、荷重については各国のNational Annexを参照する。
- Eurocode 0：構造設計の基本
- Eurocode 1：構造物への作用
- Eurocode 2：コンクリート造建築物の設計
- Eurocode 3：鋼構造建築物の設計
- Eurocode 4：合成構造建築物の設計
- Eurocode 5：木造建築物の設計
- Eurocode 6：組積造建築物の設計
- Eurocode 7：地盤基礎の設計
- Eurocode 8：構造物の耐震設計

### 中国
中国における構造設計規準は以下の仕組みとなっている。
- GB50009-2012：建築物の構造設計における荷重規定
- GB50010-2010：コンクリート造建築物の設計
- GB50011-2010：建築物の耐震設計
- GB50017-2003：鋼構造建築物の設計

設計用地震動は再現期間が50年と2500年の2つが定められている。